# Танга
Танга (суахили Tanga) — портовый город в Танзании и одноименной области. Население города — 224 891 человек (по данным на 2005 год).
Танга — один из крупнейших городов в стране. По сравнению с городами Аруша или Моши, в которых примерно такое же население, Танга — достаточно тихий город. 1 июля 2005 Танга и ещё два населенных пункта (Аруша и Мбея) получили статус города.

## История

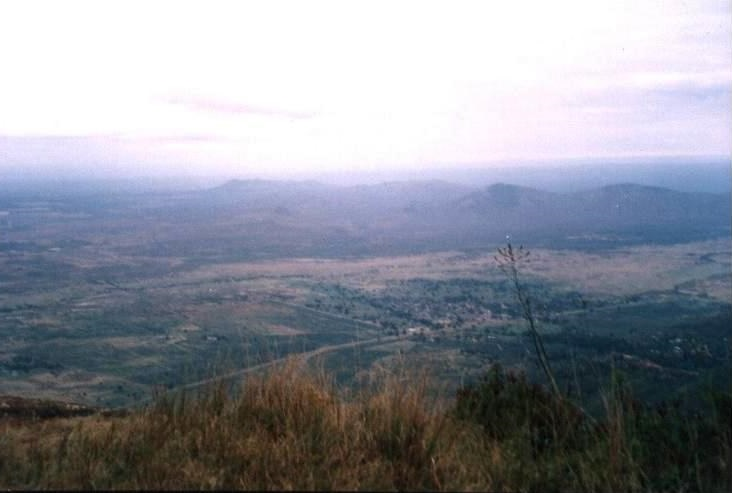
Обзорная площадка, Лушото, район Танга

В 1889 году в Танга был размещен военный гарнизон Германской Восточной Африки. Местная экономика основывалась на выращивании сизаля (агавы), который завезли в колонию несколькими годами ранее; население стало быстро расти. Этому также способствовало строительство железнодорожной станции на линии Усамбара, которая доходила до Килиманджаро.

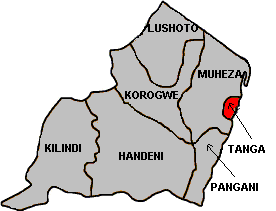
Танга на карте

Во время Первой мировой войны в Танга был высажен десант британских войск, который был отброшен после битвы за Танга, произошедшей 4 ноября 1914 года. Город был взят лишь 7 июля 1916 года.

## Экономика и транспорт
Город стоит на берегу Индийского океана, недалеко от границы с Кенией, напротив острова Пемба, от которого отделен проливом. Основные товары, идущие на экспорт из порта Танга: агава, кофе, чай и хлопок. В Танга также имеется важный железнодорожный узел, соединяющий внутренние территории Танзании с побережьем. Через линию Танзанийской железнодорожной корпорации и Центральную линию Танга соединена с районом Великих Африканских озёр и экономической столицей Танзании — Дар-эс-Саламом.
Гавань и её окрестности являются центром Танга, где расположены гостиницы, бары и единственные здания высотой более восьми этажей. На несколько километров Танга уходит вглубь страны. В окрестностях имеется несколько крупных рынков.

## Достопримечательности
Рядом с Танга расположены: пещеры Амбони, заповедник Амани, руины Тонгони, морские пляжи, немецкие военные могилы и обзорная площадка в районе Лушото.

## Галерея

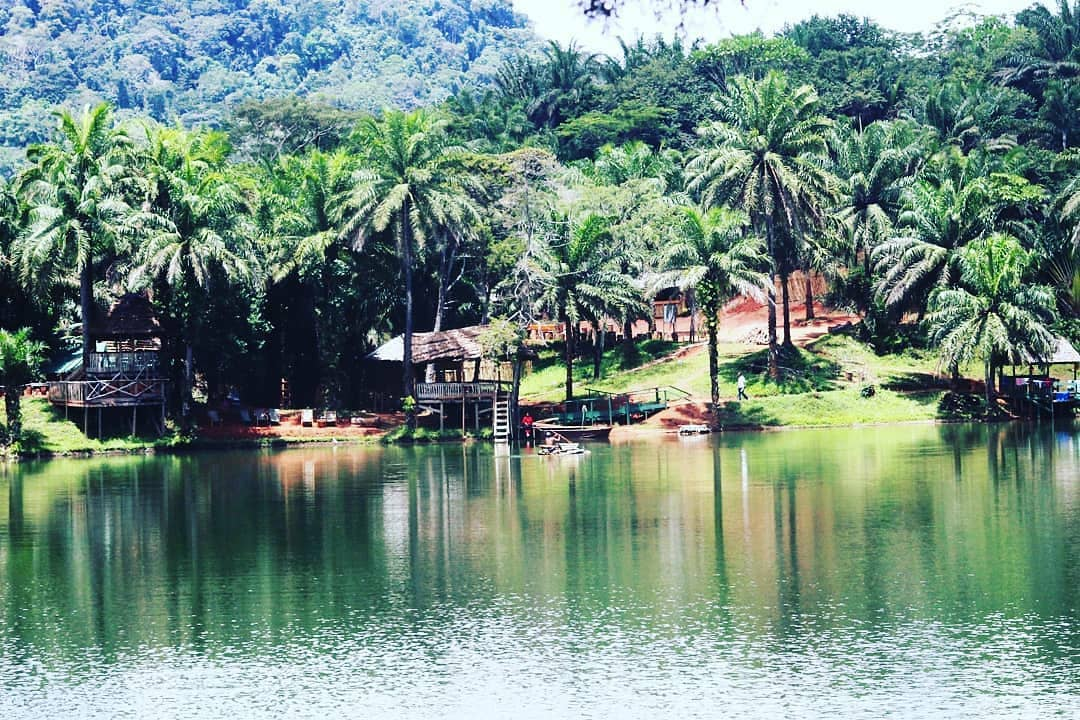
Озеро Магорото
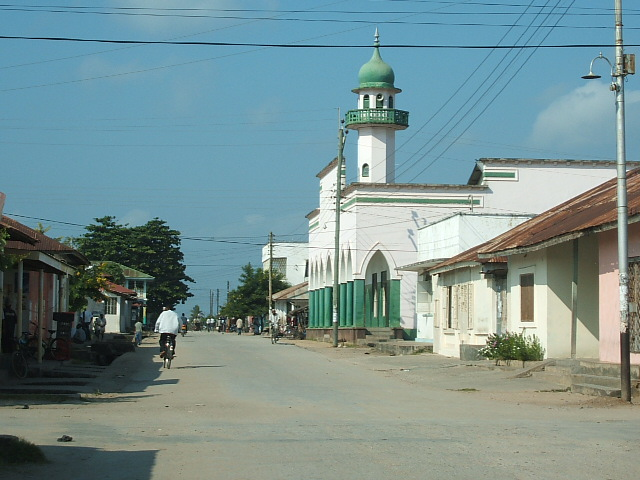
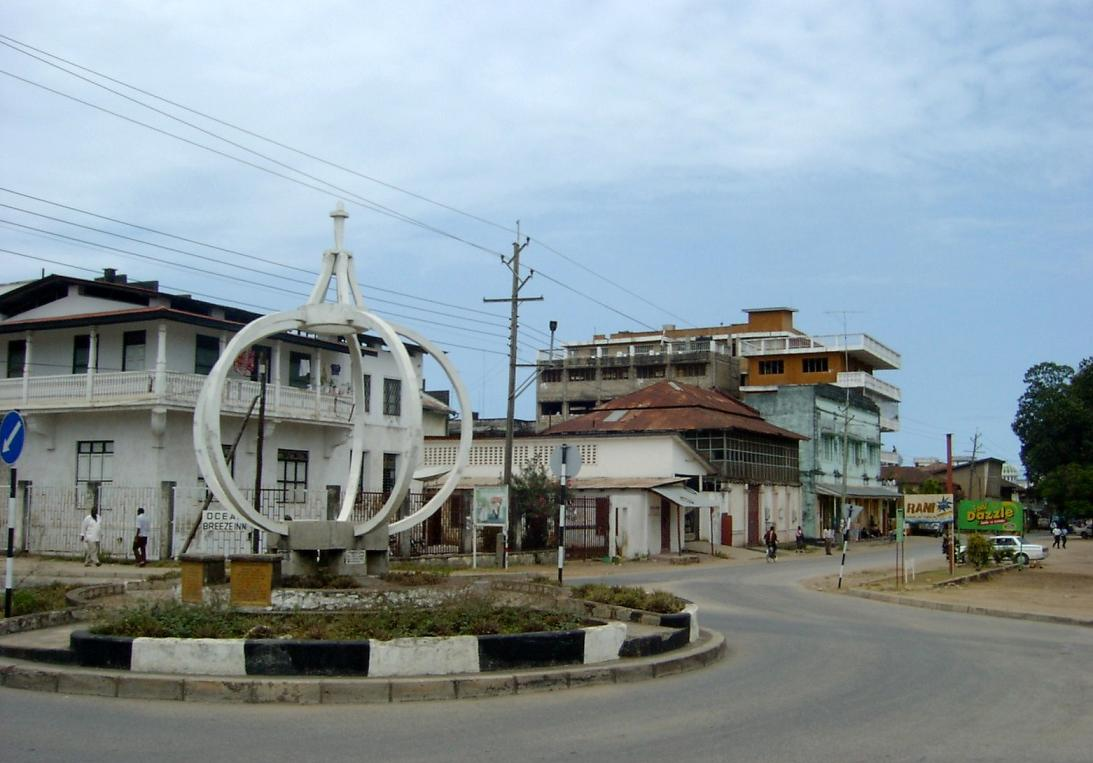
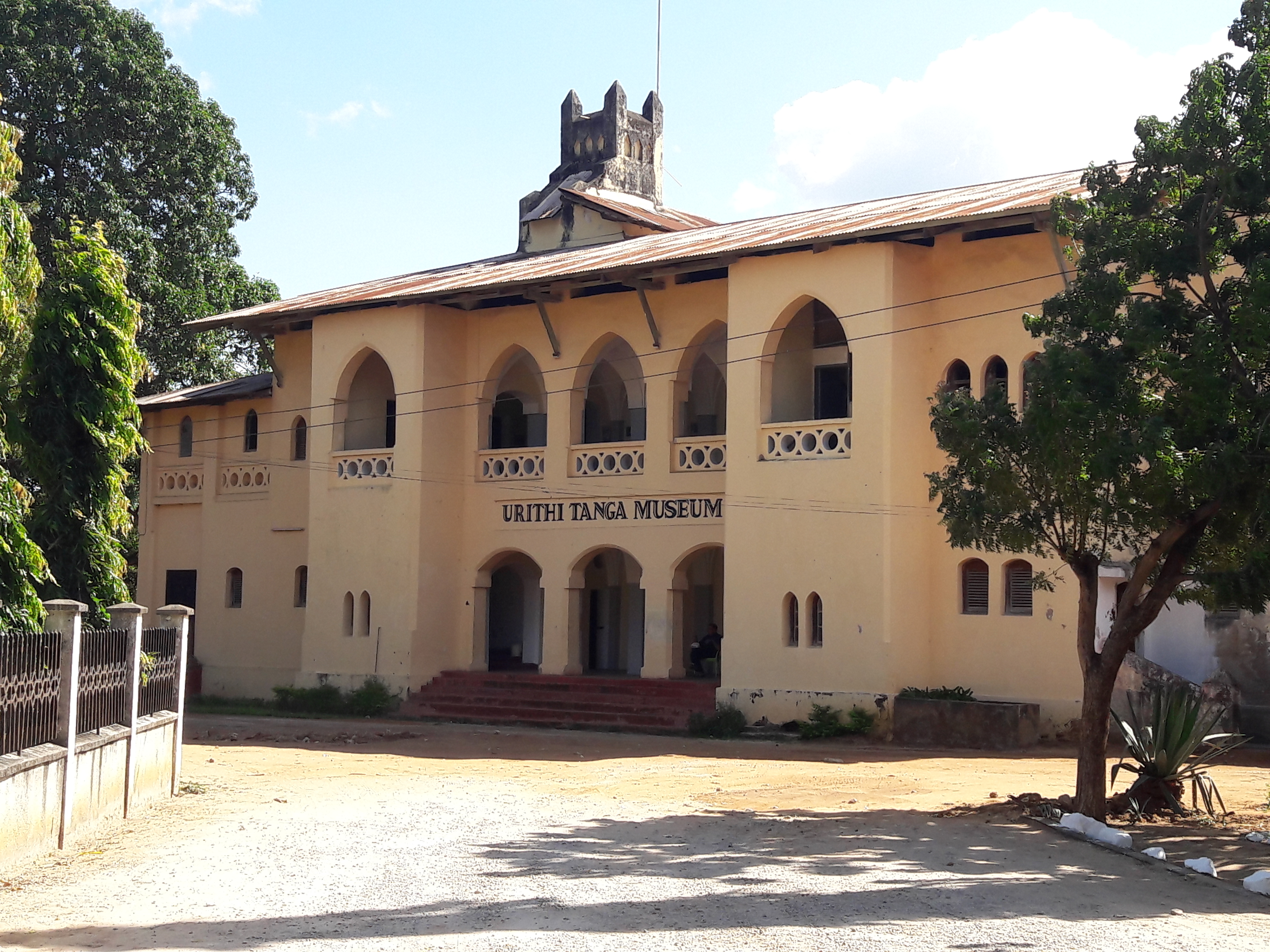

## Города-побратимы
- Толидо, США (с 28 августа 2001 года)
- Эккернфёрде, Германия (с 1963 года)